# فرودگاه محلی شهرستان پولدینگ
 فرودگاه محلی پولدینگ کانتی (به انگلیسی: Paulding County Regional Airport) (به زبان بومی: Paulding Northwest Atlanta Airport) یک فرودگاه همگانی است که یک باند فرود بتن دارد و طول باند آن ۱۶۷۸ متر است. این فرودگاه در کشور ایالات متحده آمریکا قرار دارد و در ارتفاع ۳۹۳ متری از سطح دریا واقع شده است.